# Prvenstvo Hrvatske u hokeju na travi 1999./2000.
Prvenstvo Hrvatske u hokeju na travi na 1999./2000. je osvojio Jedinstvo iz Zagreba. 

## Ljestvice i rezultati

### 1.A liga
| mj | klub                       | ut | pob | neod | por | golovi | bod |
| -- | -------------------------- | -- | --- | ---- | --- | ------ | --- |
| 1. | Jedinstvo Zagreb           | 10 | 8   | 1    | 1   | 35:10  | 25  |
| 2. | Marathon Zagreb            | 10 | 7   | 3    | 0   | 55:13  | 24  |
| 3. | Zelina (Sveti Ivan Zelina) | 10 | 5   | 1    | 4   | 34:24  | 16  |
| 4. | Mladost Zagreb             | 10 | 4   | 1    | 5   | 31:20  | 13  |
| 5. | Concordia Zagreb           | 10 | 3   | 0    | 7   | 17:52  | 9   |
| 6. | Trešnjevka Zagreb          | 10 | 0   | 0    | 10  | 7:60   | 0   |

### 1.B liga
| mj       | klub              | ut                                          | pob                                         | neod                                        | por                                         | golovi                                      | bod                                         |
| -------- | ----------------- | ------------------------------------------- | ------------------------------------------- | ------------------------------------------- | ------------------------------------------- | ------------------------------------------- | ------------------------------------------- |
| 1.       | Trnje Zagreb      | 6                                           | 5                                           | 0                                           | 1                                           | 21:10                                       | 15                                          |
| 2.       | Zagreb            | 6                                           | 3                                           | 1                                           | 2                                           | 16:12                                       | 10                                          |
| 3.       | Akademičar Zagreb | 6                                           | 2                                           | 1                                           | 3                                           | 11:15                                       | 7                                           |
| 4.       | Atom Zagreb       | 6                                           | 1                                           | 0                                           | 5                                           | 6:17                                        | 3                                           |
|          |                   |                                             |                                             |                                             |                                             |                                             |                                             |
|          | Sloga Zagreb      | odustali tokom sezone svi rezultati brisani | odustali tokom sezone svi rezultati brisani | odustali tokom sezone svi rezultati brisani | odustali tokom sezone svi rezultati brisani | odustali tokom sezone svi rezultati brisani | odustali tokom sezone svi rezultati brisani |
| Olimpija |                   | odustali tokom sezone svi rezultati brisani | odustali tokom sezone svi rezultati brisani | odustali tokom sezone svi rezultati brisani | odustali tokom sezone svi rezultati brisani | odustali tokom sezone svi rezultati brisani | odustali tokom sezone svi rezultati brisani |

## Ukupni poredak
1. Jedinstvo Zagreb
2. Marathon Zagreb
3. Zelina (Sveti Ivan Zelina)
4. Mladost Zagreb
5. Concordia Zagreb
6. Trešnjevka Zagreb
7. Trnje Zagreb
8. Zagreb
9. Akademičar Zagreb
10. Atom Zagreb